# لحلاح حزمي
اللحلاح الحُزَمي (باللاتينية: Colchicum fasciculare) نوع نباتي يتبع جنس اللحلاح من الفصيلة اللحلاحية.

## الموئل والانتشار
موطنه بلاد الشام.

## الوصف النباتي
النبات عشبي معمر، ينمو بشكل حزم، وهذا ما أكسبه اسمه. النبات سام كبقية أنواع اللحلاح.

## مرادفات للاسم العلمي
- (باللاتينية: Hypoxis fascicularis L.)
- (باللاتينية: Curculigo fascicularis (L.) Spreng.)
- (باللاتينية: Eudesmis fascicularis (L.) Raf.)
- (باللاتينية: Hypoxis fascicularis L.)
- (باللاتينية: Monocaryum fasciculare (L.) Schult. & Schult. f.)
- (باللاتينية: Colchicum halepense Freyn)
- (باللاتينية: Colchicum illyricum Stokes)